# Терри, Ник
Ник Те́рри (англ. Nick Terry, род. 15 сентября 1967 года) — английский бывший профессиональный игрок в снукер.

## Карьера
В сезоне 1994/95 Ник Терри занимал наивысшую для себя, 38-ю позицию в мировом рейтинге. За свою карьеру он много раз выходил в основные стадии рейтинговых турниров, однако никогда не добивался больших успехов. В 1996 году он единственный раз с карьере вышел в финальную стадию чемпионата мира, но в 1/16 проиграл Кену Доэрти со счётом 5:10.